# Fragile/JIRENMA
『fragile／JIRENMA』（フラジール／ジレンマ）は、日本の音楽グループ・Every Little Thingの17枚目のシングル。

## 解説
シングルとしては前作『愛のカケラ』から約3か月での発売となる。基本は水曜日に発売されるが、本作は21世紀最初の1月1日（元日）に合わせるため、月曜日に発売された。
売り上げは1998年の8thシングル『Time goes by』に次いで高い83.4万枚を記録、2人体制になってからは最大のセールスを記録。またシングル首位を獲得するのも9thシングル『FOREVER YOURS』以来、2年半ぶりのことだった。
21世紀で最初（2001年1月15日付）のオリコンシングルチャート1位を獲得した作品でもある。

## 収録曲
| 全作詞: 持田香織。 |                                  |           |           |                              |      |
| #                  | タイトル                         | 作詞      | 作曲      | 編曲                         | 時間 |
| 1.                 | 「fragile」                      | 持田香織  | 菊池一仁  | 伊藤一朗、桑島幻矢、菊池一仁 | 4:51 |
| 2.                 | 「JIRENMA」                      | 持田香織  | 伊藤一朗  | 伊藤一朗、桑島幻矢           | 4:28 |
| 3.                 | 「JIRENMA (FPM Young Soul Mix)」 | 持田香織  | 伊藤一朗  | -                            | 5:43 |
| 4.                 | 「fragile (Instrumental)」       | 持田香織  | 菊池一仁  | 伊藤一朗、桑島幻矢、菊池一仁 | 4:51 |
| 5.                 | 「JIRENMA (Instrumental)」       | 持田香織  | 伊藤一朗  | 伊藤一朗、桑島幻矢           | 4:24 |
| 合計時間:          | 合計時間:                        | 合計時間: | 合計時間: | 24:17                        |      |

### 解説
1. fragile
フジテレビ系列『あいのり』主題歌（2000年10月 - 2001年9月）
PVが制作されており、本作と次作「Graceful World」は2作で1つのストーリーになる連続ドラマ構成となっている。この2曲のPVはシングルビデオ『fragile〜Graceful World』やビデオクリップ集『BEST CLIPS』に収録されている。
CD売上の数字以上にシーンに与えた影響は大きく、JOYSOUNDによる年間カラオケチャートでは2001年度の年間１位、翌2002・2003年も年間10位以内に入る人気楽曲であった[2]。また、世代を超えたロングセラーであり、2012年6月にはフル配信でのプラチナ認定（25万DL）、初出から23年後の2023年12月にはストリーミングでのゴールド認定（再生5千万回）を達成している[3]。 ELTの代表曲となっており、ライブではほぼ必ず演奏される定番でもあり、2010年のコンサートツアーではバックスクリーンにサビの一部が手書きで映し出される演出もされた。第34回日本有線大賞「有線音楽優秀賞」、第43回日本レコード大賞「金賞」を受賞、2001年末の『NHK紅白歌合戦』でも歌唱された（対戦相手は初のポップス歌手となるTOKIOで「メッセージ」）。
2015年12月31日に放送された『絶対に笑ってはいけない名探偵24時』では本人によるリテイクがされた。
2. JIRENMA
劇場版『頭文字D Third Stage』エンディングテーマ。
シングル表題曲としては初めて伊藤一朗が作曲を担当した。
3. JIRENMA (FPM Young Soul Mix)
Fantastic Plastic Machineによるリミックス。

## 楽曲の収録アルバム
fragile
- 『4 FORCE』
- 『Every Ballad Songs』
- 『Every Best Single 2』
- 『ACOUSTIC:LATTE』※アレンジ、新録音して収録
- 『Every Best Single 〜COMPLETE〜』
- 『Every Best Single 2 〜MORE COMPLETE〜』
- 『Every Best Single 2 〜Early period〜』

JIRENMA
- 『4 FORCE』※アレンジして収録
- 『Every Best Single 〜COMPLETE〜』
- 『Every Best Single 2 〜MORE COMPLETE〜』
- 『Every Best Single 2 〜middLe period〜』

## fragileのカヴァー等
- BREATH - 作曲者の菊池一仁が所属。歌詞を変えた「Bridge」としてセルフカヴァーし、シングル『アイ・ラブ・ユー』、アルバム『Heart of Mine』、ベストアルバム『B Best』に収録。
- KEN THE 390 - アルバム『ONE』収録曲「壊れやすいもの」は、「fragile」がサンプリングされた楽曲である[4][5]。
- 茉奈 佳奈 - アルバム『ふたりうた3』（2010年）に収録。
- JOY - アルバム『JOY COVERS』に収録。
- Tiara - アルバム『Girl 〜Tiara Love Song Covers〜』に収録。
- 中森明菜 - アルバム『歌姫4 -My Eggs Benedict-』に収録。
- つるの剛士（2015年、アルバム『つるのうた3』）
- 東山奈央（2017年） - テレビアニメ『月がきれい』第10話挿入歌。東山のキャラソンアルバム『Special Thanks!』（2020年）に収録
- さくらしめじ - シングル『あやまリズム』に収録。
- 森谷美鈴（伊藤美来） & 村上遥（宮本侑芽）（2019年） - OVA『フラグタイム』主題歌[6]。シングル「fragile」（2019年11月20日発売）に収録。
- AZKi - アルバム『IMAGINATION vol.2』（2019年）に収録[7]。
- 高木さん（高橋李依） - 『劇場版 からかい上手の高木さん』第3週目エンディングテーマ。2022年7月13日発売のアルバム『「からかい上手の高木さん3&劇場版」Cover Song Collection』および、アルバム『からかい上手の高木さん3&劇場版 Memorial Box』に収録。

## fragile〜Graceful World (映像作品)
『fragile〜Graceful World』（フラジール グレースフル・ワールド）は、日本の音楽グループEvery Little ThingのVHSシングル及びDVDシングル。 

### 解説 (映像作品)
シングルビデオとしては前作「愛のカケラ」以来。VHSとDVDの2形態で発売され、本作を最後にVHSでの発売はされなくなった。
DVDのみ、PV2作のドラマ編（台詞入り）が収録されている。

### 収録曲 (映像作品)
| #  | タイトル                            | 作詞 | 作曲・編曲 |
| -- | ----------------------------------- | ---- | ---------- |
| 1. | 「fragile (Video Clip)」            |      |            |
| 2. | 「Graceful World (Video Clip)」     |      |            |
| 3. | 「fragile, Graceful World (TV-CM)」 |      |            |

| #  | タイトル                            | 作詞 | 作曲・編曲 |
| -- | ----------------------------------- | ---- | ---------- |
| 1. | 「fragile (Video Clip)」            |      |            |
| 2. | 「Graceful World (Video Clip)」     |      |            |
| 3. | 「fragile, Graceful World (TV-CM)」 |      |            |
| 4. | 「Special Drama」                   |      |            |